# Halo Custom Edition
Halo Custom Edition (Originalmente Conocido Como Custom Edition) y Abreviado ''Halo CE'' por sus fanes, es una versión por separado del juego Halo 1 Combat Evolved o Halo CE para PC fue lanzado el 9 de junio de 2004 a la plataforma Microsoft Windows a cargo de la desarrolladora Gearbox Software, cuyo propósito es el de crear y desarrollar contenido personalizado usando el motor gráfico de Halo: Combat Evolved, éste fue destinado únicamente para el diseño de mapas no obstante también es posible la creación de niveles "single-player" o de un solo jugador (modo campaña o modo historia) para esta versión del juego.
Halo: Custom Edition se puede descargar gratuitamente en varias páginas de Internet, sin embargo aún se requiere de una clave de CD auténtica de Halo: Combat Evolved PC para instalarlo y contrario a la creencia popular no se necesita tener instalado previamente Halo: Combat Evolved.
Halo: Custom Edition fue puesto al público como descarga digital ocho meses y una semana después de Halo: Combat Evolved que fue lanzado el 30 de septiembre de 2003 en PC por Gearbox Software.

## Modificaciones
Este juego cuenta con soporte oficial para añadir modificaciones popularmente llamadas como mods y mapas. Con éstos se pueden agregar nuevas armas, vehículos, enemigos, etc. Popularmente se encuentran mapas que intentan replicar a las demás entregas de los juegos de la franquicia, entre los cuales podemos encontrar recreaciones de:
- Halo 2
- Halo 3
- Halo 3 ODST
- Halo Reach
- Halo 4
- Halo 1 Combat Evolved Anniversary (Comúnmente Conocido Como Halo 1 Anniversary) y Abreviado Halo CEA o Halo CE Anniversary
- Creaciones personalizadas únicas tales como: CMT SPV3, Covert Ops, Project Lumoria, The Flood: Forgotten Exile, etc.

Debido a que aunque es un juego con un motor gráfico relativamente fácil para crear contenido, sigue siendo un motor muy limitado, que sigue las reglas de diseño 3D "Sealed World Rules" además de limitaciones técnicas en cuanto al uso de herramientas y características de creación de videojuegos más reciente, crear contenido para Halo CE es una tarea algo complicada de lograr y por ello muchos grupos de personas comúnmente llamados como "Modders" o "Mappers" no pueden completar sus trabajos con el grado de detalle o funcionalidad que ellos quisieran implementar por lo tanto se ven obligados a improvisar, retrasar o incluso abandonar sus proyectos.

## Kit de Edición de Halo
Está disponible para su descarga desde cualquier sitio web comunitario de Halo, el Kit de Edición de Halo, también conocido como HEK (Halo Editing Kit por sus siglas en inglés). Es un grupo de herramientas de creación que Bungie utilizó en el desarrollo de Halo: Combat Evolved. El Kit de Edición de Halo fue puesto en libertad por Gearbox Software para la creación de contenido personalizado para Halo: Custom Edition.
Este kit está compuesto de varios programas:
- Sapien: Programa que permite modificar un escenario en tiempo real añadiendo objetos y distintas opciones para poblar un mapa. Cabe resaltar la similitud que el modo Forge (disponible a partir de Halo 3) tiene con respecto a Sapien.
- Guerilla: Programa encargado de la configuración de varios tags.
- Tool: Es una ventana de comandos, se usa para compilar principalmente los elementos usados en el desarrollo del juego para convertirlos a un formato de archivo legible por el juego (extensión .map, .scenary, etc).
- Bliztkrieg: Plug-in para el programa de modelaje 3DS Max. Sirve para la exportación de los niveles o modelos una vez creados.

Aprender a usarlos requiere tiempo pues requiere una curva de aprendizaje larga.
Adicionalmente se requiere de un programa de modelado 3D si lo que se quiere es crear niveles por cuenta propia, tales como 3DS MAX, Gmax, o incluso Blender.

## Actualizaciones de seguridad y mejoras
Desde su fecha de lanzamiento el 9 de junio de 2004 se han lanzado distintos parches tanto para Halo: Combat Evolved como para Halo: Custom Edition que contienen actualizaciones de seguridad, mejoras etc..
Parche 1.01: (30 de septiembre de 2003) Tamaño de archivo 3.87 MB
- Lanzado antes de la versión final del juego, no se sabe exactamente que función tiene.
- Hace que el juego requiera un CD válido en la bandeja de CDs para iniciar el juego.

Parche 1.01 SERVIDOR: (2 de octubre de 2003) Tamaño de archivo 1.75 MB
- Gearbox Software ofrece una versión prelanzamiento del servidor dedicado de PC para las personas que quieran configurar sus estaciones propias; Esta edición no contiene mapas, se necesitara copiarlos desde la carpeta de instalación del juego.

Parche 1.02: (8 de octubre de 2003) Tamaño de archivo 4.04 MB
- Timedemo no checa el consumo de memoria con cada cuadro rende-rizado.
- Después de lanzar timedemo el último punto de control no es alterado de nuevo.
- Distintos bug fixes menores a la aplicación de Halo Auto-Update.
- Corregido un problema con keystone.dll que causaba que ciertas configuraciones causaran error al chatear en juegos multijugador.
- Arreglados problemas menores en tarjetas de vídeo específicas que mostraban errores de rende-rizado.

Parche 1.02 SERVIDOR  (8 de octubre de 2003) Tamaño de archivo 7.36 MB
- Habilita hasta 8 múltiples instancias de un servidor de dedicado para poder ser utilizadas.
- Añade el uso de la administración remota de servidores (RCON).

Parche 1.03 (10 de diciembre de 2003) Tamaño de archivo 4.63 MB
Halo PC 1.03 es la primera actualización lanzada para corregir algunos de los problemas más importantes que han surgido desde el lanzamiento del juego. La meta con este parche fue el de 1) Mejorar la calidad de la experiencia en línea para los jugadores y 2) Corregir problemas más frecuentes con los que se encuentran los jugadores al jugar Halo, esta actualización es también la primera oportunidad para mejorar la arquitectura de red con los aprendizajes que obtuvimos al analizar sus horas de juego en línea. 
Algunas menciones importantes incluyen: 
- Nota: juegos guardados antes del parche 1.03 ya no son compatibles con esta versión. Cualquier nivel que haya sido desbloqueado mientras progresabas en el juego siguen disponibles, pero los puntos de control serán reiniciados.

- Agregada función anti-traición para jugadores del mismo equipo. Aumentado el tiempo de re-aparición y su multiplicador para jugadores que maten a su propio equipo.
- Agregada la característica de baneo automático para jugadores que maten a su propio equipo.
- Incrementado el largo de los mensajes del chat - el chat ha sido aumentado de 40 a 64 caracteres.
- Rendimiento de red - mejora a la predicción del jugador.
- Nueva tabla de posiciones dentro del juego - Muestra jugadores, muertes, bajas, asistencias y latencia (ping).
- Arreglado diálogo cinemático con tarjetas de sonido Audigy.

Parche 1.03 SERVIDOR (10 de diciembre de 2003) Tamaño de archivo 2.35 MB
Gearbox ha lanzado un parche secuencial para el servidor dedicado. Usted debe tener el servidor dedicado 1.02 instalado primero. Una vez haya instalado ese parche, puede descargar este. Menciones importantes y arreglos incluyen:
- Funcionalidad mejorada para reducir la traición en equipo y facilitar el baneo de usuarios.
- la funcionalidad del cargado de mapas / niveles ha sido optimizada, reduciendo significativamente el tiempo que toma para cargar una gran configuración de ciclo de archivos.
- incrementada la funcionalidad del comando SV_PLAYERS.
- Los jugadores ahora se mantienen en un mismo equipo cuando el siguiente juego en la rotación de mapas ocurre.
- Ahora es posible reiniciar el juego sin que el servidor inicie un nuevo ciclo en un mapa.
- Los usuarios ahora pueden especificar su carpeta de datos de directorio usando el parámetro -path

Parche 1.031 (31 de diciembre de 2003) Tamaño de archivo 4.63 MB
El parche 1.031 corrige algunos errores que los usuarios experimentaban en el parche 1.03. Este parche fue lanzado en un corto periodo de tiempo después del parche original.
Parche 1.03 Para la versión MAC del juego (21 de enero de 2004) Tamaño de archivo 2.4 MB
Los usuarios de la versión MAC del juego ahora pueden jugar en línea con usuarios de la versión de PC (1.031 PC) Puesto que MacSoft recibe el código desde Gearbox para crear sus actualizaciones, los cambios y características son muy similares (si no idénticos) a 1.03 y 1.031 PC.
Parche 1.04 (11 de febrero de 2004) Tamaño de archivo 4.63 MB
Este parche de Microsoft y GameSpy arregla un error fatal potencial con Halo PC, Actualizará el juego a la versión 1.04.
Parche 1.05 (7 de septiembre de 2004) Tamaño de archivo 4.6 MB
- Arreglo de seguridad para prevenir a un usuario malicioso de ser capaz de terminar la partida en el servidor (de acuerdo al líder de pruebas de Halo PC SAWNOSE, esto nunca fue explotado).
- Arreglo para problemas en sistemas Microsoft Windows XP SP2 relacionados al juego.

Parche 1.06 (16 de noviembre de 2004) Tamaño de archivo 4.7 MB
Identifica un error poco común que hace al juego cerrarse, podía pasar si un individuo malicioso (hacker) imita a propósito un juego en un servidor y manda información invalida a los clientes que intentan buscar en la lista maestra de servidores.
Parche 1.07 (25 de mayo de 2005) Tamaño de archivo 4.7 MB
Este parche incluye todos los arreglos y parches anteriores también cómo:
- Reparado un error en el inicio del juego relativo a los vídeos de inicio del juego.
- El filtrado anisotrópico de texturas esta ahora desactivado por defecto.
- Un número significativo de reportes acerca del juego cerrándose están relacionados con una librería externa llamada keystone.dll (tales como: "Ha ocurrido un problema con la instalación de su juego. Reinstalar el juego podría solucionar el problema"). Microsoft ha actualizado esta librería para corregir las fallas más comunes. Éstos errores ocurrían usualmente cuando se cambiaba la resolución, iniciando o cerrando Halo PC, chateando en una partida multijugador o cuando se usaba ALT+TAB para minimizar el juego y regresar a Windows.
- Halo ahora puede estar ligado a una dirección IP específica usando el parámetro -ip . Facilitando soporte múltiple a NIC para los servidores dedicados de Halo.
- Halo ahora puede leer/escribir a archivos de datos a una carpeta especificada para cada usuario usando el parámetro -path esto es útil particularmente para los servidores dedicados de Halo, pero también puede ser utilizado por usuarios a los cuales su carpeta de "Mis Documentos" ha sido cambiada a un destino NIC. Es una función avanzada y usarla te obligará a mover manualmente juegos guardados y tipos de partida multijugador.
- Multijugador en línea: Mensaje "TELEFRAG" es ahora replicado y mostrado correctamente. Esto pasa cuando dos o más jugadores quedan atascados en un teleport.
- Multijugador en línea: Arreglos menores al cambio de equipos en juegos en los que la opción "matar en orden" esta activada (la puntuación ahora se mantendrá exacta).
- Multijugador en línea: Arreglos menores al estado del juego final (nuevos jugadores ahora tendrán que esperar a que se reinicie el juego antes de ser admitidos al servidor).
- Multijugador en línea: Arreglos para el estado de las linternas de los jugadores cliente cuando se unen a una partida.
- Multijugador en línea: Los vehículos no re-aparecen si tienen un proyectil (tales como una granada de plasma) en ellos. Se esperará a que el proyectil sea removido.
- Multijugador en línea: Arreglos menores al usar teleports en jugadores con altas latencias.
- Sonido: Se arregló el diálogo cinemático que se cortaba en ciertas tarjetas de sonido en las cuales se activaba la opción de "Aceleración por hardware" en las opciones de configuración de sonido.
- Después de ejecutar timedemo el último punto de guardado ya no es alterado.
- Múltiples arreglos menores a la aplicación Halo auto-updater.
- Arreglados errores menores de renderizado en tarjetas de vídeo específicas.

Parche 1.07.0615
Arreglado un problema que hacia al servidor cerrarse cuando cierto programa era usado.
Parche 1.08 (6 de agosto de 2008) Tamaño de archivo 3.1 MB
- Previene errores de sobrecarga de buffer.
- Remueve el tener un CD de Halo en la bandeja de discos para iniciar el juego.
- Arreglos para errores de programación relativos al cierre inesperado de servidores.
- Varios programas externos podrían no funcionar, resultando en el juego cerrándose inesperadamente.

Parche 1.09 (2 de noviembre de 2009) Tamaño de archivo 3.1 MB
- Previene errores de sobre carga de buffer y exploits de ciclos de repetición en clientes.
- Arregla una incompatibilidad con algunas actualizaciones de Windows Update relativo a una actualización de seguridad reciente para Internet Explorer.
- Arregla un mensaje (inofensivo) fuera de lugar, en sistemas operativos de 64 bits con más de 4 GB de Memoria RAM, mostrando que no se cuenta con la memoria RAM suficiente. Ahora deja de contar al detectar más de 1 GB en RAM pues no tiene importancia tener más de esa cantidad.
- Arregla un error que podría permitir a un atacante causar a la aplicación del servidor dedicado a congelarse.
- Arregla un error que podría permitir a una persona a introducir texto ilimitado vía RCON y causar al servidor a quedar congelado.

Parche 1.10 (15 de mayo de 2014) Tamaño de archivo 3.03 MB
- Versión del juego actualizada a 1.0.10.0621
- Movido servicio de GameSpy para usar un servidor no perteneciente a GameSpy.
- Arreglado una familia de errores de índices-fuera-de-límites que fue explotado con la finalidad de cerrar inesperadamente los juegos de los clientes.
- Se hizo el análisis de la lista de baneos a no ser sensible al uso de mayúsculas y minúsculas.
- Eliminada la retención en el archivo de verificación de errores.
- Removida cierta repetición en la depuración de log en conexiones de GameSpy.
- Arreglado el límite de resoluciones pre-2003 en el selector de resolución. Usar bajo su propio riesgo el juego esta sin probar a una resolución de 4800x3600 (4K).
- Actualizadas las cajas de texto del chat para poder funcionar en nuevas resoluciones.
- Límite de nodos por modelo actualizado a 63.
- Arreglada la lectura de SV_BAN_PENALTY desde el archivo init.txt
- Deshabilitado el checksum de executable_is_valid en strings.dll
- Permitido el acceso ONLINE en devmode
- Arreglado el análisis de mapas personalizados cuyo nombre contiene un "."

## Incorporación de CHAT dentro del juego
A diferencia de la versión original en XBOX la versión de PC incluye un chat global y de equipo integrado que permite la comunicación interna entre miembros de un mismo equipo, miembros en un mismo vehículo, o chat global visible para todos los jugadores presentes en un mismo servidor.
Al instalar el juego por defecto no viene instalado un archivo que es necesario para activar esta funcionalidad, se trata de msxmlenu.msi  que es un programa el cual permite al usuario comunicarse en tiempo real con otros jugadores, está localizado en la carpeta "redist" dentro del directorio principal del juego. Una vez ya instalado si se desea hablar a los demás es necesario oprimir ciertas teclas para hablar con otros jugadores:
- Tecla "T" usada para el chat global, todos los jugadores presentes en un servidor verán el mensaje que esté por escribir.
- Tecla "Y" usada para el chat interno entre miembros de un mismo equipo, solo compañeros de equipo podrán ver el mensaje.
- Tecla "H" usada para el chat interno entre miembros de un mismo equipo que estén a bordo de un mismo vehículo.

## Diferencias entre la versión original del juego en XBOX y la versión de PC
Durante el proceso de "Portear" el juego de XBOX a PC hubo bastantes errores (probablemente como resultado del poco tiempo y presión de Microsoft por lanzar el juego en PC) como resultado se dañaron o modificaron una serie de elementos vitales que son esencia del juego original.
Por lo tanto la versión de Halo: Combat Evolved en XBOX es gráficamente superior a la versión de PC, algo poco común pues usualmente las versiones de PC de un juego tienen mejorías a diferencia de sus contrapartes en consola, entre los cambios más notorios podemos encontrar:
- Diferencia notoria de "shaders" en las versiones del juego, en XBOX algunos elementos del juego tienen más detalle, efectos de iluminación y transparencia que en PC, tales como escudos de jackals, escudos estacionarios, reflexiones en muros, detalles del cielo, reflexiones en tiempo real (espejos en los suelos), niebla o bruma en el ambiente, campos de energía etc. En PC estos elementos tienen menos detalle o son prácticamente nulos.
- En PC las armas vacías que tengan cero munición o batería agotada NO desaparecen, en la versión original del juego en XBOX las armas que hayan sido vaciadas desaparecen instantáneamente al intercambiarlas por otras, en PC se mantienen en el suelo y pueden ser recogidas de nuevo aún sin munición alguna y una vez vacías no desaparecen hasta después de 30 segundos.
- En el multijugador de PC el tiempo de aparición y re-aparición de las armas y los powerups está roto a tal grado de que es imposible predecir cuando aparecerán con exactitud pues aparecen en un rango de entre 6 y 12 segundos pasado su tiempo por defecto; en XBOX todo tiene un tiempo de reaparición estático fijo en 30 segundos, uno, uno y medio y dos minutos.
- El sonido es más enriquecedor en la versión original del juego, hay reverberación y sonido direccional en el ambiente, mientras que en PC no lo hay.
- En la versión original del juego en XBOX, sí la cantidad de jugadores en una partida son 4 o menos cada uno de ellos aparece con 4 granadas, y sí son más de 4 jugadores, cada uno obtiene solamente 2 granadas. En PC independientemente del número de jugadores que estén en una partida, todos aparecen únicamente con 2 granadas de fragmentación.
- Hay diferencias notorias en el diseño de un mismo mapa entre las versiones de XBOX y PC por ejemplo:
  - En PC en el mapa multijugador Battlecreek las ventanas de la base azul y la altura del techo son más pequeñas y bajas que la versión original de XBOX.
  - En PC en el mapa multijugador Hangh em' High no existen los bordes con luces iluminadas en la trinchera del medio.
  - En PC en el mapa multijugador Sidewinder los teleports que conectan cada base son de 2 vías y hay un juego propio de powerups para cada equipo en los túneles que conectan ambas bases, mientras que en XBOX los portales son de una sola dirección y hay un único juego de powerups para ambos equipos.
  - En PC la posición de algunas armas en PC difieren de la versión original del juego en XBOX por 90 grados aproximadamente.
  - En PC algunos vehículos pueden ser conducidos en multijugador tales como el Banshee, la torreta covenant, y el Warthog con lanzacohetes, en XBOX estos vehículos no están disponibles para su uso.
  - En PC se añadieron dos nuevas armas: El cañón de combustible y el Lanza Llamas, en XBOX estas armas no existen en multijugador.
  - En PC se añadió el modo de juego "Carrera" y sus variantes, en la versión original del juego este modo no existe.
- En la versión del juego original el modo de pantalla dividida fue reemplazado por el multijugador en línea a través de Internet y se eliminó el modo cooperativo del modo historia.
- Ambas versiones fueron diseñadas para trabajar en resoluciones con una relación de aspecto de 4:3 por lo tanto al jugar la versión de PC en resoluciones 16:9 tales como 720p o 1080p algunos elementos en pantalla se ven estirados y no mantienen su proporción original. mientras que en XBOX se mantienen las proporciones porque el juego y la TV usualmente trabajan en la misma relación de aspecto de 4:3.

## Diferencias entre Halo PC y Halo Custom Edition
Respecto de Halo: Combat Evolved PC (Halo PC), Halo: Custom Edition (Halo CE) contiene una serie de pocas pero notables mejorías respecto a la versión completa de PC:
- No incluye modo historia/campaña pero puede ser agregada sin problema alguno.
- Se añade una pantalla con información y bienvenida al unirse, que detalla la configuración general del servidor al cual se accedió.
- Es posible visualizar los nombres de los compañeros de equipo utilizando la Hotkey por defecto F3, útil para localizar compañeros de equipo en mapas grandes.
- La mira del rifle de precisión contiene una regleta de medición que se ajusta según se mueva la mira.
- Soporta mapas externos y es más personalizable.
- Respecto a la versión original del juego en XBOX, en PC ambas versiones tanto HCE como HPC contienen un HUD o VFD modificado que contiene un indicador que muestra el tipo de juego que se está jugando actualmente, sin embargo el diseño del medidor de escudos y salud esta pobremente recreado en PC.
- Respecto a la versión original del juego en XBOX, en PC ambas versiones muestran al rifle francotirador con una mira de 8X mientras que en XBOX se muestra tal valor como 10X.